# 沙海 (网络剧)
《沙海》（英語：Sand Sea，又名《盗墓笔记少年篇·沙海》）是一部中国大陆的网络剧，改编自南派三叔的同名小说《盗墓笔记少年篇·沙海》，由吴磊、王皓軒、朱戩、杨蓉领衔主演，腾讯视频于2018年7月20日上線。

## 播出时间
| 频道                  | 所在地   | 播映日期                      | 播出时间                                 | 备注                      |
| --------------------- | -------- | ----------------------------- | ---------------------------------------- | ------------------------- |
| 腾讯视频              | 中国大陆 | 2018年7月20日                 | 星期四至六 20:00 更新2集 会员始终多看4集 |                           |
| Astro双星 Astro双星HD | 马来西亚 | 2018年7月26日 - 2018年8月23日 | 每日 16:00 - 17:00                       | 8月11及12日暂停播出两集。 |
| Astro双星 Astro双星HD | 马来西亚 | 2018年8月24日 - 2018年9月19日 | 每晚 19:00 - 20:00                       | 9月6及7日暂停播出两集。   |
| HUB娱家戏剧台         | 新加坡   | 2019年1月14日                 | 星期一 22:30 - 00:00                     |                           |

## 演员列表

### 主要演员
| 演員   | 角色 | 介紹 |
| 吴磊   | 黎簇 | 一开始是一个学习成绩不好、爱好足球，性格浮躁冲动的高中生，之后被吴邪选中为探险关键人。有幽闭恐惧症。历经了两次沙漠探险、深入汪家卧底等重重自然和阴谋的考验，最终收获友谊和成长。   |
| 王皓轩 | 苏万 | 黎簇同班同学兼好友，为人豪爽、仗义，擅长下围棋、吹萨克斯風，虽然看上去不起眼、吊儿郎当的像个小屁孩，其实脑子转的快，聪明又敏锐，思维能力特别有逻辑、缜密。后被黑眼镜看中收为徒弟。 |
| 朱戬   | 杨好 | 黎簇、苏万的朋友，性格既魯莽由衝動，但非常講義氣。之後天不怕地不怕的他跟着黎簇进入沙海探险，因為對黎簇產生誤會，離開古潼京後，就加入霍道夫做歹，後和好。                           |
| 杨蓉   | 梁湾 | 看见帅哥就会发花痴的女医生。她个性鲜明、敢爱敢恨。为了追求自己背后凤凰纹身的来源，和黎簇、苏万、杨好等人前往古潼京。最终了解了自己的身世也收获了爱情。                             |

### 常設演员
| 演員   | 角色   | 介紹 |
| 张铭恩 | 张日山 | 长沙张大佛爷张启山的副官，大名张日山，外人都称呼他为张副官，接管九門協會，成為了會長，是张启山从东北张家带出来的山字平辈的同族兄弟，属于血统纯正的张家本家人，拥有麒麟血，長壽不老，是张启山的心腹，对他的话言听计从又忠心耿耿，是一位身手不凡、能力出众的左膀右臂。       |
| 秦昊   | 吴邪   | 现在的吴邪已收敛起当年的天真，成熟稳重的他是整个局的幕后策划者。他以非同常人的智慧开始向几千年前就被设定的命局宣战。带领黎簇等人一起向汪家宣战。 |
|        | 王盟   | 吴邪的助手，跟随吴邪长大几十年，一开始只是吴家古董店的打工的小伙计，在耳渲目染中养成了察言观色的敏锐观察力，很会跟人打交道，慢慢的成长起来，得到了吴邪的信任，两人很有默契，也是对吴邪忠心耿耿的得力臂膀，在潘子死后，吴邪让他接管了三叔所有的堂口，也是沙海计划的参与者。 |
| 季晨   | 黑眼镜 | 黑眼鏡也就是黑瞎子，职业盗墓者，擅长易容，经常戴着一副黑墨镜，吴邪称呼他为黑眼鏡，道上的人都称呼他为黑瞎子，身手敏捷，能力不俗，真实姓名不详，有传言他祖上是少数遗留下来的贵族。在整部剧中他是吴三省的手下，被三叔安排去保护吴邪。                                         |
| 张萌   | 蘇難   | 坚强、果断，武力值惊人的神秘女子。以商人保镖的身份和吴邪一起第一次来古潼京探险。但她实际上是汪家人，一身背负的目标就是杀死吴邪，而她最终却为了救黎簇牺牲。 |
| 陈泇文 | 沈琼   | 與黎簇是髮小，其實真正的沈瓊死了，後來假扮沈瓊的人滲透到九門叫做霍小媛，真正的名字是汪小媛，是汪家人。愛上黎簇，最後為了救黎簇被汪家人開槍打死。 |
| 張藝興 | 解雨臣 | 二月红的徒弟，藝名解語花，長沙老九门解家的当家。吴邪的发小，两人孩童时期经常玩耍，吴邪还称解雨臣为“小花”，掌管寶勝。 |

### 其他角色
| 演員   | 角色     | 介紹 |
| 于和伟 | 吴三省   | 老九门排行第五，吴老狗的三儿子，吴邪的三叔，也是吴家这一代能力出众的盗墓者，在长沙盘踞多年，势力庞大，道上的人都尊称为三爷。吴三省思极为细腻，也是做事果断的老江湖，够狠，总能掌控全局。     |
| 姚櫓   | 馬茂年   | 瘸腿的馬老闆。故事一開始尋找古潼京的商人，被嘎鲁刺傷。 |
| 聶玫   | 楊紅露   | 馬老闆的情人。 |
| GAI    | 郑义     | 喜歡張薇薇的小流氓。 |
| 肖宇梁 | 张起灵   | 和吴邪、王胖子並稱“铁三角”。《盜墓筆記》中的靈魂人物，身手不凡，身懷麒麟寶血，被吴邪暗地里称为闷油瓶，客串出演。                                                                             |
| 陈明昊 | 王胖子   | 和吴邪、张起灵並稱“铁三角”。 |
| 余天翊 | 罗雀     | 为人沉默寡言，能力不俗，只服从能力比他高的人 |
| 代露娃 | 張薇薇   | 黎簇暗戀的對象。 |
| 毛不易 | 小毛     | 梁湾医院的医护人员。 |
| 周瑞   | 徐磊     | 王导拍摄剧组人员之一。 |
| 吴雨橦 | 霍秀秀   | 霍家掌门人，和解雨臣是青梅竹马，小花詐死時，代為掌管寶勝。 |
| 泓萱   | 尹南風   | 新月飯店老闆，尹新月姪孫女。 |
| 厲藺菲 | 聲聲慢   | 新月飯店的領班。她擁有敏銳的聽覺，甚至可以聽到心跳的聲音。 |
| 竇柏林 | 白蛇     | 皮膚很白，但是臉上有多道傷疤。 |
| 娃爾   | 坎肩     | 吳邪的手下。 |
| 何龍龍 | 霍道夫   | 霍家外戚，華裔，歐洲長大，幫助陳金水，與霍有雪不對盤，為了利用楊好，把他從古潼京救出去，古潼京後，管理錦上珠。                                                                               |
| 孔宋今 | 霍有雪   | 霍家人，霍仙姑的孫女，管理錦上珠，是霍秀秀的姑姑。 |
| 劉暢   | 汪燦     | 汪家汪臧海的後人，潛伏在陳家人裡，被王胖子抓走。 |
| 張譯文 | 陳金水   | 排名第四的家族陳家的人，陳家可以說是以心狠手辣在九門中最為出名了，而且所有人都是亡命之徒。                                                                                                   |
| 孟阿賽 | 王導     | 拍摄剧组導演。 |
| 段衛平 | 李當家   | |
| 譚歆柔 | 齊當家   | 長沙九大盜墓世家之一，是下三門中齊家的當家人，總是抱著一隻貓。 |
| 李虎城 | 吳二白   | 吴邪的二叔。 |
| 高放   | 吳奶奶   | 吳山居的長輩。 |
| 魏曉東 | 老麥     | 胸前有刺青的通緝犯。 |
| 黃吳月 | 十一     | 王導拍攝劇組人員之一。 |
| 張磊   | 汪先生   | 汪家幕後操控者。 |
| 任宇   | 汪岑     | 汪家人，對汪先生忠心耿耿，言聽計從。 |
| 劉凱   | 藍袍藏人 | 吳邪的小伙伴，實力強勁，很是厲害。 |
| 王曦   | 陳丁巨   | 汪家人，對古潼京很有興趣的人。 |
| 李漫荻 | 霍栩     | |
| 胡毅   | 凱凱     | 老麥兄弟。 |
| 王虹博 | 葉梟     | 老麥兄弟，死在客棧。 |
| 胡煒   | 曾爺     | 王导拍摄剧组人员之一，死在客棧。 |
| 鄒新宇 | 果子     | 王導助理小記者，一直在路上給大家帶來麻煩。 |
| 周越   | 付美     | |
| 楊帆   | 馬日拉   | 經常在沙漠裡找海的人，整隊人的希望都寄託在他身上，但是馬老闆越來越不耐煩，他拿出刀威脅馬日拉，馬日拉急中生智，告訴馬老闆翻過前面的沙丘就有水源，於是他趁著沙塵暴到來之際逃跑了，被嘎鲁殺死。 |
| 晷坤   | 嘎鲁     | 心狠手辣，假裝是傻子。 |
| 斯力更 | 車嘎力巴 | 吳邪的人，吳邪找來指引黎簇進去古潼京的。 |
| 康軒   | 菜頭     | 黎簇的隊友，在古墓探險中，因為隊友觸碰到機關，他消失了，在之後，他又出現了黎簇的幻覺中。 |
| 姜遠洋 | 邵天     | |
| 李炫霆 | 藥王     | |
| 師一鈞 | 北落     | |
| 穆建榮 | 老稱     | |
| 江鵬   | 張海客   | |
| 趙一銘 | 張海杏   | |
| 阿麗瑪 | 蘇日格   | 汪家人，客棧老闆娘，沙漠中的“探險者獵人”，專門尋找迷路的探險者，無論是活的還是死的，嘎魯都會把他們帶到客棧之中做成美食，不僅新鮮，還可以寄養各種蟲蠱。                                       |
| 張雪   | 藍庭     | 一位清麗脫俗的自由女作家，她和好友去巴丹吉林采風，偶遇另一隊人，去到古潼京。 |
| 丁志勇 | 黎一鳴   | 黎簇的父親。 |
| 宋撼寰 | 黃嚴     | 吳邪的手下，在黎簇背上刻圖，神秘盒子的前主人。 |
| 羅文祺 | 白衣少年 | |
| 侯桐江 | 何老     | 红家的人，德高望重，知道的事情很多。 |
| 王新忠 | 强哥     | |
| 赵彬清 | 斌哥     | |
| 赵岳华 | 郑义小弟 | |
| 刘晨光 | 张启山   | 老九门之首，前代张起灵（张瑞桐）的孙子。人称张大佛爷，非纯血张家人，张家的外家执法者。妻子是尹新月。                                                                                         |
| 金玲亚 | 霍家女人 | |
| 梁天   | 杨精密   | 黎簇和蘇萬的班主任。 |
| 张帆   | 金万堂   | 胡八一的发小，也是一个盗墓高手，很喜歡尹南風。 |

## 电视原声带
| 曲序 | 曲目             |        | 作曲 | 演唱           |
| ---- | ---------------- | ------ | ---- | -------------- |
| 1.   | 大漠经（主题曲） | 陈雪燃 | 张赢 | 陈雪燃         |
| 2.   | 秘境（片尾曲）   |        |      | 和汇慧         |
| 3.   | 让酒（插曲）     | 江岸   | 胜屿 | 摩登兄弟刘宇宁 |